# Clima de Bolivia

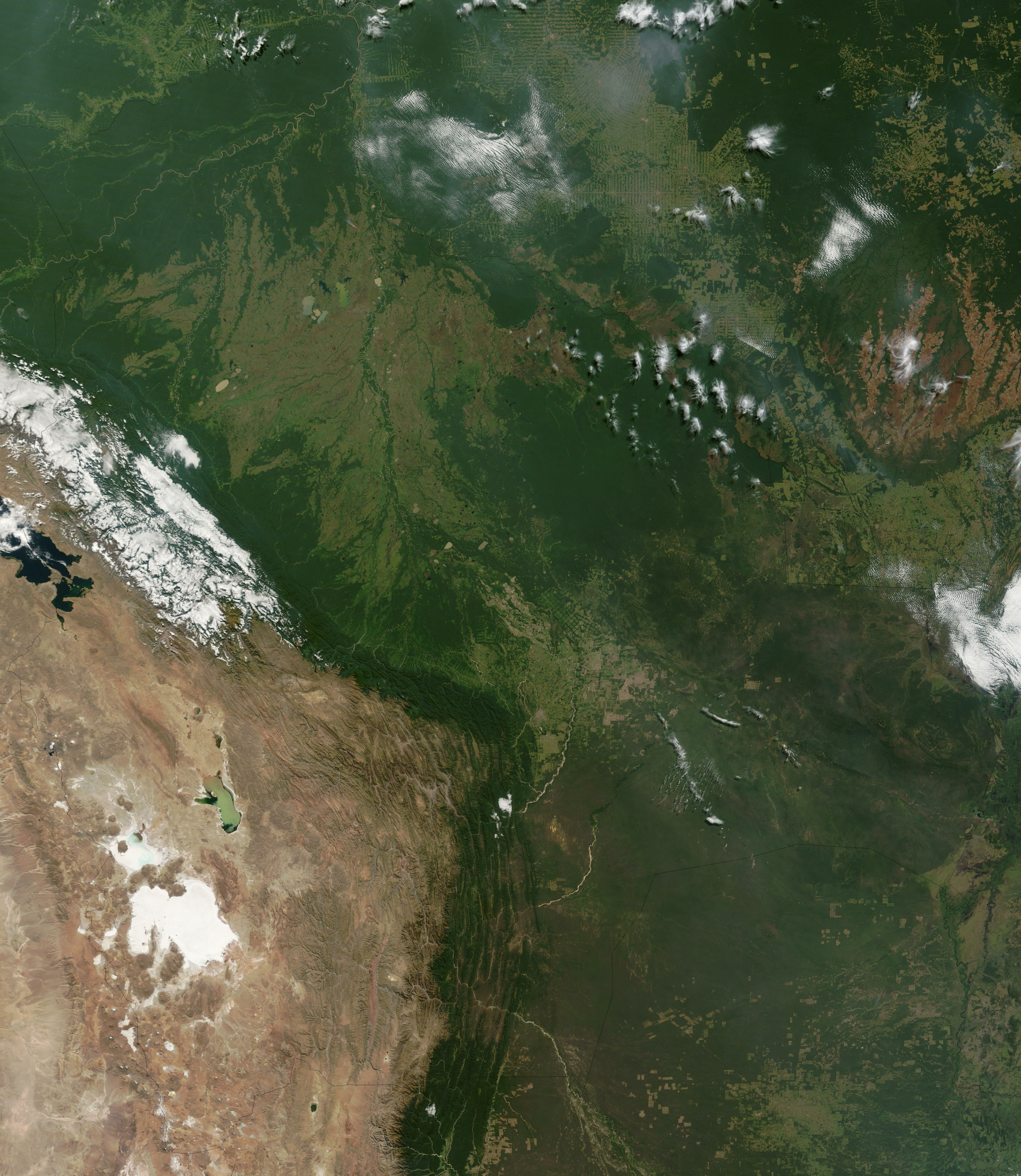
Imagen aérea de Bolivia, junio de 2002.

El clima de Bolivia,  comprende una amplia variedad de climas: desde el tropical en Los Llanos, hasta el polar en las altas cordilleras de los Andes. Bolivia se sitúa dentro de la zona del Trópico de Capricornio. Además de la variabilidad de las condiciones climatológicas, muchos lugares del país presentan climas irregulares a lo largo del año o variaciones grandes e imprevisibles. Las condiciones climáticas del país están determinadas por una combinación de factores entre los cuales los más importantes son los siguientes
- La posición geoastronómica
- La latitud
- La ubicación en los trópicos
- La altitud
- La variedad de relieves que presenta el país así como la existencia de zonas planas
- La circulación de los vientos alisios
- Los surazos
- El fenómeno de El Niño.

Estos factores modifican la temperatura, la precipitación, la humedad, el viento, la presión atmosférica, la evaporación y la evotranspiración, dando lugar a climas diferentes en todo el ámbito nacional.
Según la clasificación climática de Köppen, Bolivia incluye dentro de sus límites al menos a 10 de los grandes subtipos climáticos, yendo desde el clima tropical en la amazonía boliviana, a la tundra en el suroeste, húmedo subtropical en el Chapare, clima de estepa en el chaco boliviano. Por su cercanía a la línea del Ecuador, las cuatro estaciones del año no son muy marcadas, 
La estación de lluvias en el país abarca de noviembre a marzo.

## Introducción
Aunque Bolivia yace enteramente dentro de latitudes tropicales, las condiciones climáticas varían mucho desde el tropical en los Llanos bolivianos, hasta el polar en las altas cordilleras de los Andes. Las temperaturas dependen primariamente de la elevación y muestran pequeñas variaciones estacionales. En muchas localidades, la lluvia es pesada durante el verano, y sus cantidades decrecen de norte a sur. Además de la variabilidad de las condiciones climatológicas, muchos lugares del país presentan climas irregulares a lo largo del año con variaciones grandes e imprevisibles. 
Las condiciones climáticas del país están determinadas por una combinación de factores entre los cuales los más importantes son la posición geoastronómica, la latitud, la proximidad al trópico, la altitud, la variedad de relieves, la circulación de los vientos alisios, los surazos y el fenómeno del Niño.
La estación de lluvias en el país abarca de noviembre a marzo. Estos factores modifican la temperatura, las precipitaciones, la humedad, el viento, la presión atmosférica, la evaporación y la evapotranspiración, dando lugar a climas diferentes en todo el ámbito nacional.
Las temperaturas dependen sobre todo de la elevación y demuestran poca variación estacional. En la mayoría de los lugares, la precipitación es más elevada durante el verano meridional del hemisferio, y la cantidad anual tienden a disminuir de norte a sur.

## Regiones climáticas

### Llanos tropicales

Regiones climáticas de Bolivia según la Clasificación climática de Köppen.

(Región geográfica de los llanos orientales)
- Las áreas norteñas de los llanos tienen un clima húmedo tropical con temperaturas altas a lo largo de todo el año, con una humedad alta y precipitación alta. La temperatura tiene un promedio superior a los 25 °C todo el año en la mayoría de los lugares. Los vientos provenientes de la cuenca del amazonas traen lluvias significativas, esta lluvia cae a menudo con truenos, acompañados a veces por los vientos de fuertes granizos. Las áreas centrales de los llanos tienen un clima húmedo tropical.

- Las áreas de los llanos del Departamento de Santa Cruz tienen un clima significativamente más seco, con una estación seca más marcada y en algunas regiones lo suficientemente moderada para permitir la agricultura intensiva todo el año. En esta región el clima experimenta una transición desde el clima tropical húmedo del norte amazónico hacia el clima subtropical seco del Chaco en el sur.

- Entre los meses de octubre y abril los vientos secos con dirección noroeste predominan y el tiempo se vuelve caliente, húmedo y lluvioso. Sin embargo a entre mayo y septiembre, estos vientos secos producen una precipitación mínima. Durante esta estación, los días claros y las noches despejadas permiten que las temperaturas en el día sean altas y bajas en la noche. Las incursiones ocasionales de vientos fuertes del sur, llamadas los surazos, pueden alcanzar esta región durante invierno y traer temperaturas frescas o frias por varios días. La permanencia de los bajas temperaturas a raíz de los "surazos" suele ser más larga en las regiones ubicadas más al sur, así como menor la temperatura, tal es así que un "surazo" en invierno puede bajar la temperatura promedio diaria durante 1-3 días e incluso horas en una ciudad como Cobija ubicada al extremo norte del país, mientras que en Santa Cruz de la Sierra las temperaturas se pueden mantener bajas durante varias semanas y alcanzar promedios mucho más bajos.

### Chaco Boliviano
(Región geográfica de los llanos orientales y sub-andina)
La ecorregión llanera del chaco boliviano se ubica tanto en la región de los llanos orientales (chaco seco), cómo en la región subandina (chaco húmedo), en cuanto a su clima:
- El Chaco tiene un clima semitropical, semiárido. Los vientos nororientales traen la lluvia y la humedad a partir de enero; los otros meses son secos con días calurosos y noches frescas. La temperatura máxima registrada en Bolivia fue de 47 °C y se produjo en esta zona. Los surazos también afectan al Chaco; su llegada se avista generalmente por una línea chubascos. Las temperaturas y las cantidades de precipitación en áreas de montaña varían considerablemente.

### Valles y Yungas
(Región geográfica sub-andina)
- Los valles y yungas están ubicados en los Departamentos de regiones centrales de Cochabamba y Chuquisaca y regiones de La Paz. Estos son donde los vientos nororientales húmedos son empujados hacia las montañas, que hacen que esta zona sea más húmedas y lluviosa. Tarija tiene regiones de Yungas cálidas y Valles. Los valles "zonas centrales" de Tarija tienen un clima de valle templado, en el oeste del departamento el clima es templado solo en verano. La ciudad capital y cercanías tienen un clima semiárido cálido-templado de calor y sensación mediterráneo, en los veranos medio seco con humedad y los inviernos secos pero con sensación de humedad y sin muchas precipitaciones. A este departamento le llega los vientos patagónicos y oceánicos del Chile y Argentina. Los valles que están dentro de la Cordillera Oriental tienen temperaturas suaves y las cantidades de precipitación son moderadas con un promedio de 640 a 760 mm anuales. Las temperaturas caen con el aumento de la altura, sin embargo, las nevadas son posibles en elevaciones que oscilan entre los 2.000 m s. n. m., la nieve permanente se encuentra por encima de los 4.600 m s. n. m. Las zonas a partir de los 5.500 m s. n. m. tienen un clima polar, con zonas de glaciar. Los picos de la Cordillera Occidental se convierten en desiertos fríos y altos por los vientos fuertes.

### Andes (tierras altas)
(Región geográfica andina)
- Las temperaturas caen con el incremento de la elevación. La caída de nevadas es posible por encima de 3.000 m s. n. m. (metros sobre el nivel del mar), y la línea de "nieve eterna" está a 4.600 m s. n. m. Las áreas sobre los 5.500 m s. n. m. tienen un clima polar, con zonas glaciares. La Cordillera Occidental es un desierto de altura con picos azotados por viento helado.

### Altiplano
(Región geográfica andina)
- El Altiplano, que también es barrido por los vientos fuertes y fríos, tiene un clima árido-frío, con diferencias agudas en la temperatura diaria y las cantidades de precipitación que disminuyen de norte a sur. La temperatura media durante el día se encuentra entre los 15 a 20 °C, pero con el verano tropical y el sol las temperaturas pueden llegar a 27 °C. Sin embargo justo después de anochecer el aire conserva poco calor, en la noche las temperaturas caen drásticamente y se sitúan justo por encima de cero grados. El lago Titicaca ejerce una influencia de moderación, pero solo la iguala en sus orillas, las heladas ocurren casi cada mes, y la nieve es frecuente.

## Cambio climático
Desde hace algún tiempo, Bolivia siente los impactos del aumento en frecuencia e intensidad de los eventos climáticos como sequías, inundaciones, deslizamientos, granizadas, heladas, incendios y temperaturas extremas, situación que ha agravado los factores internos de vulnerabilidad existentes en el país.
Las manifestaciones del cambio climático en Bolivia aún se encuentran poco estudiadas, los aportes se basan en: 
- observaciones científicas puntuales;
- percepciones locales poco sistematizadas y
- generadas en función a modelos climáticos que todavía presentan altos niveles de incertidumbre.[5]

A continuación se presentan los avances sobre la percepción del cambio climático en Bolivia.

### Temperatura
Sobre la base de estudios glaciológicos, se ha evidenciado que la temperatura en la cordillera tropical andina ha subido entre 0,10° y 0,11 °C por década desde 1939. El ritmo del calentamiento se está incrementando en estos últimos 25 años entre 0,32° y 0,34 °C por década. Asimismo, un estudio del Programa Nacional de Cambios Climáticos (PNCC, 2007) complementa esta tendencia de aumento de temperatura en los Andes a partir de observaciones sobre la incidencia de la malaria en comunidades del Altiplano.
La temperatura en la zona amazónica ha subido en 0,08 °C por década en el periodo 1901 hasta 2001.
Se pronostican mayores incrementos de temperatura en los próximos años, los sectores más afectados serán los del hemisferio sur, en altitudes mayores a los 5.000 m s. n. m.
Las temperaturas máximas tienen una variación homogénea en las zonas semiáridas del país (altiplano y chaco), mientras que las temperaturas mínimas presentan mayor heterogeneidad (mayor incremento en el departamento de Cochabamba y mayores reducciones en el departamento de Potosí). Una mayor amplitud térmica se espera en el altiplano. En los valles centrales de los departamentos de Potosí y Chuquisaca la amplitud térmica influye sobre el valor de la demanda atmosférica de vapor de agua (clima de desierto). Simulaciones matemáticas e indican que las tendencias proyectadas al año 2050 muestran claros aumentos de la temperatura máxima y disminución de la temperatura mínima.

### Glaciares
Aparte de evidenciar una aceleración en el incremento de la temperatura, investigadores observan una clara relación entre el derretimiento de los glaciares y los eventos de El Niño.  El IPCC (Panel Intergubernamental sobre Cambio Climático) agrega que el aumento de la temperatura atmosférica ha generado una aceleración del retroceso de los glaciares en la región andina, con consecuentes impactos sobre la disponibilidad de agua.
Mayores incrementos de temperatura en los años que vienen afectarán de manera considerable la cordillera de los Andes.

### Precipitación
En cuanto a las precipitaciones, los estudios muestran algunas tendencias generales. Seth et al. (2010), con los resultados del multimodelo matemático en alguno de los escenarios analizados, señala que entre las latitudes 10° S y 20º S8 se encuentra un descenso en la precipitación durante la primavera (septiembre-noviembre). Una vez que se establecen las lluvias, durante la época alta (diciembre a marzo), éstas son más abundantes y el aumento persiste hasta abril. Esta tendencia es consistente con la observada por el PNCC en el año 2000, con base en el Índice de Vegetación Normalizado (NDVI) de imágenes NOAA9, que muestra una reducción entre los meses de septiembre-octubre y aumento en el mes de noviembre, lo que evidencia un acortamiento en la fase de lluvias.
Otros estudios muestran tendencias globales en determinadas regiones del país. La precipitación en la Amazonía boliviana aumentó en 15% desde 1970 y la frecuencia de inundaciones en la cuenca del río Mamoré se acrecentó debido al incremento de la precipitación.
Respecto a la temática de las tendencias de precipitación en la zona un análisis regional de los Andes y el altiplano, Jaffrain (2007)  muestra una tendencia al aumento durante los últimos años. Al respecto, se hace notar que otros autores como Vuille et al. (2003) o estudios como los del PRAA (2008) manifiestan resultados y tendencias opuestas, y se observa además que paralelamente un compendio de resultados sobre modelos del IPCC presentan ambigüedad sobre esta situación.
En verano, época de lluvia, Francou et al. (2003) indican que el 50% de la precipitación anual en el altiplano cae en tres meses (diciembre-enero-febrero). En esta época, la precipitación que desciende en forma de nieve se acumula en los glaciares, por lo tanto, el sostenimiento y restablecimiento del volumen anual de glaciares depende de la cantidad de precipitación de la época húmeda.
Las comunidades locales también perciben cambios en las condiciones normales del clima. Las sistematizaciones realizadas, entre otros,  por PNCC (2008), AGRECOL (2009), CIPCA (2009), AGRUCO (2010) en varios lugares del país reportan estas percepciones locales que en la mayoría de los casos coinciden y/o complementan con información cualitativa los estudios científicos.

### Testigos de hielo
El retroceso de los glaciares tropicales ha sido reconocido como indicador del cambio climático y presenta evidencias respecto a la relación entre el balance de la masa glaciar con diversos parámetros climáticos, como la precipitación, temperatura, albedo (entre otros), y fenómenos atmosféricos y climáticos tales como El Niño.
Ramírez (2001) analiza el retroceso del glaciar Chacaltaya y predice su desaparición en menos de 15 años.
Wagnon et al. (2001) examina la relación entre El Niño y la fusión glaciar en Zongo, Charquini y Chacaltaya, los cuales fueron seleccionados por su valor científico y temáticas tales como la gestión de recursos hídricos y el análisis de los impactos del cambio climático, así como su adaptación, entre otros.:El análisis de monitoreo de esta red es presentado en los reportes anuales del Instituto de Investigación Francés para el Desarrollo (IRD Bolivia, 1995-2008). Igualmente, los datos correspondientes al monitoreo del glaciar de Zongo pueden ser encontrados en los reportes de GLACIOCLIM (GLACIOCLIM, 2010). La importancia de este trabajo respecto al análisis de cambio climático radica esencialmente en la reconstrucción climática que es obtenida de los testigos de hielo13 de los glaciares de nuestra región, que ofrece un “punto de partida climático” para los análisis a futuro.

### Inundaciones
Las áreas de inundación se encuentran en mayor proporción en la cuenca del Amazonas (que abarca el 66% del total del territorio), los municipios más afectados en los últimos cinco años son los departamentos de Santa Cruz, Beni, La Paz y Cochabamba.
De la cuenca del Plata los afectados son los municipios de los departamentos de Chuquisaca y Tarija. La amenaza de inundación es de alto grado en la cuenca del Amazonas, que afecta especialmente a los municipios ubicados en los márgenes de la subcuenca del Mamoré, subcuenca del Río Grande y a lo largo de los ríos que tienen el mismo nombre, además del río San Julián, donde el coeficiente de escurrimiento es bajo o medio, entre los que destacan determinados lugares de los municipios de Trinidad, Santa Ana, San Javier y San Ignacio de Moxos. En grado medio se presenta la propensión a inundación en municipios que tienen relación con la subcuenca del río Beni, subcuenca del río Iténez y Madre de Dios. Además, en esas zonas la evapotranspiración real anual es alta o media. También hay lugares puntuales en occidente, con amenaza de inundación de grado medio.

### Sequías
La amenaza de sequía es de grado alto en la zona suroeste, que comprende parte de los departamentos de Potosí y Oruro (alrededor de la cordillera Occidental); y de grado medio en el altiplano, donde afecta a determinadas zonas del subandino (cordillera Oriental). De igual forma, la sequía meteorológica afecta a la región del chaco de los departamentos de Santa Cruz, Chuquisaca y Tarija. La zona más húmeda es el Chapare, ubicado al noreste del departamento de Cochabamba. Los departamentos que registran un mayor número de eventos de sequía en los años 1970-2006 son  Santa Cruz,  Cochabamba y Tarija, con 33, 25 y 13 casos, respectivamente. Los departamentos donde la sequía es muy poco frecuente son La Paz y Beni.
Las áreas expuestas a déficit hídrico y sequía estacional son los valles pertenecientes a la zona central del país (departamentos de Potosí, Oruro, sur de La Paz, Chuquisaca, Cochabamba y Tarija) y recurrente en la zona del chaco; también se presentan situaciones de déficit en el altiplano.
Se observan tendencias en la variación de los patrones climatológicos con el análisis de 28 estaciones meteorológicas (excluyendo Beni y Pando) en series de 30 años de observación. Las diferentes zonas áridas y semiáridas del país muestran tendencias al aumento de la demanda de vapor de agua de la atmósfera y mayores niveles de amplitud térmica, incidiendo sobre el índice de aridez en las regiones semiáridas.
Con el apoyo de la Comunidad Andina de Naciones (CAN), se ha elaborado un atlas de los ecosistemas de los Andes del norte y centro, que ha permitido evaluar la vulnerabilidad de los ecosistemas andinos a través del desarrollo de modelos de distribución de vegetación en escenarios de cambio climático y dinámicas de cambios en el uso del suelo  De la misma manera, se ha elaborado un índice de vulnerabilidad climática, con base en el agua como foco, y se ha determinado que Bolivia se halla en una situación de riesgo medio.

### Heladas
Se considera la ocurrencia de heladas cuando la temperatura del aire, registrada en el abrigo meteorológico (es decir, a 1,50 metros sobre el nivel del suelo) es de 0 °C (Oxfam-FUNDEPCO, 2008).
Las características climáticas del occidente boliviano configuran un contexto propenso a la amenaza de helada u ocurrencia de temperatura igual o menor a cero grados centígrados a un nivel de 1,5 a 2 metros sobre el suelo. Alcanzan un alto grado el suroeste y el occidente del país, disminuyendo el grado de amenaza de alta a baja desde la cordillera Occidental hasta la cordillera Oriental, cubriendo la mayor parte de los departamentos de Oruro y Potosí, y el sur del departamento de La Paz hasta el norte del lago Titicaca, bordeando la zona de los Yungas, con alta incidencia en los meses de mayo, junio y julio
En el altiplano, las heladas constituyen una de las mayores limitantes para la agricultura. Las proporciones de heladas severas durante el verano todavía son significativas.
Allirol (1992) analizaron la ocurrencia de heladas durante el verano sobre la base de datos del instrumento térmico (infrarrojo) del satélite NOAA. Las zonas de laderas, así como los alrededores del salar de Coipasa y Uyuni, presentan menores riesgos de heladas que otras áreas.

## Observación y conocimiento ancestral
“El tiempo está echado a perder, a punto de florecer toditos están; los duraznos están por florecer en mayo, antes de recibir el frío, cuando normalmente lo hacían en septiembre”
Pastora Sanabria,

Las observaciones y conocimientos ancestrales de predicción climática son utilizados para la toma de decisiones en la actividad agrícola en las comunidades rurales. De acuerdo con Ponce (2003), la predicción del clima tiene su origen en la herencia cultural de los pueblos prehispánicos y constituye parte fundamental del sistema de conocimientos de esta cultura en lo que corresponde al desarrollo de las actividades productivas. 
Es una práctica vigente en las comunidades campesinas, que consiste esencialmente en la observación e interpretación de diferentes estados fenomenológicos de plantas silvestres, comportamiento de aves e insectos (fauna silvestre), fenómenos astronómicos y físicos que llevan al campesino finalmente a la toma de decisiones orientadas hacia el inicio de las siembras.
La revalorización de este tipo de conocimiento debe empezar por reconocer que es científico y está muy lejos de ser superstición o fetiche, ya que se basa en la observación sistemática de los eventos, de las señales y alegorías de la realidad, en el manejo de patrones, la fenomenología y en el entendimiento de que todo está vinculado con todo, base del conocimiento holístico. Este conocimiento holístico ha sido utilizado por civilizaciones durante milenios en esta región para domesticar plantas y animales, y desarrollar la agricultura.

“¡Hay cambio pues!, por ejemplo, lo que regábamos antes se mantenía una semana, aguantaba unos cinco días; ahora ya no, la temperatura, el calor ha aumentado bastante, digamos si riegas hoy para mañana está casi secándose, el calor es fuerte, el frío no tanto, la temperatura ha subido bastante…”.
Casiano Romero, comunario del municipio de Sipe Sipe

Los agricultores de zona de Puna, cabecera de valle y valles de Cochabamba, La Paz, Potosí, Santa Cruz, Chuquisaca y Tarija han mostrado preocupación por las consecuencias que podría acarrear el cambio climático.